# Codalet
Codalet es una localidad  y comuna francesa, situada en el departamento de Pirineos Orientales en la región de Languedoc-Rosellón y comarca histórica del Conflent.
A sus habitantes se les conoce por el gentilicio de codalétois en francés y codaletès, codaletesa en catalán.

## Geografía

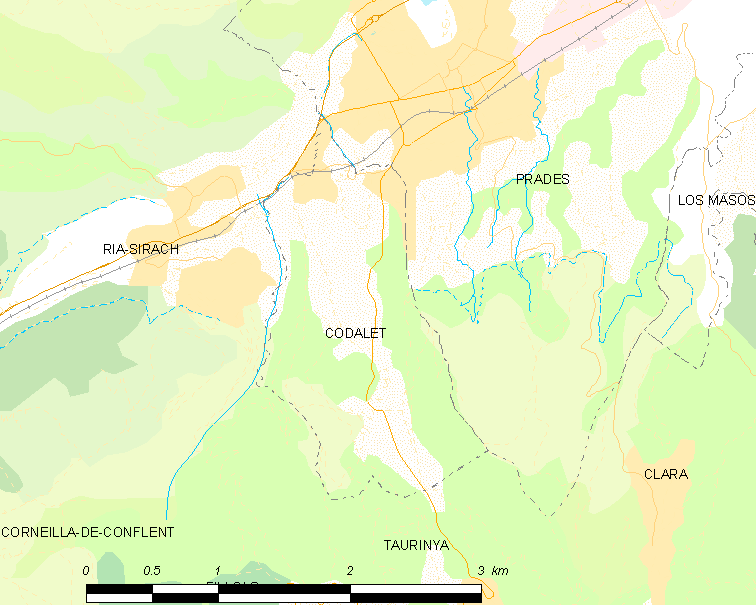
Situación de Codalet

## Demografía
| 208 | 252 | 316 | 311 | 329 | 359 |
| Para los censos de 1962 a 1999 la población legal corresponde a la población sin duplicidades (Fuente: INSEE [Consultar]) |     |     |     |     |     |